# Christophe Castaner
Christophe Castaner (Ollioules, 3 gennaio 1966) è un politico francese.
È stato sindaco di Forcalquier dal marzo 2001 al luglio 2017.
Ha fatto parte del consiglio nazionale del Partito Socialista, partito che ha lasciato nel 2016.
Nel 2017 ha ricoperto la carica di Portavoce del governo francese per poi divenire, il 16 ottobre 2018, nuovo ministro dell'interno nel secondo governo Philippe dopo le dimissioni di Gérard Collomb.

## Biografia
Castaner è il più giovane di tre figli, il padre era nell'esercito e sua madre era una casalinga. Sposato e ha due figlie. Ha conseguito il dottorato in giurisprudenza presso l'Università di Aix-Marseille e ha conseguito anche lauree in diritto internazionale e in criminologia.
Dopo un primo incarico a Parigi presso l'ufficio legale della Banque nationale de Paris, è diventato attivo nella gestione delle autorità locali, ad Avignone e poi a Parigi. Nel 1995 diventa direttore di gabinetto di Tony Dreyfus, sindaco del decimo arrondissement di Parigi.
Nel 1997 è diventato consigliere tecnico del ministro della Cultura Catherine Trautmann e nel 1998 suo segretario privato. Dal 2000 al 2002 è stato capo di gabinetto di Michel Sapin, ministro della pubblica amministrazione e della riforma dello Stato. Nel 2001 vince le elezioni comunali a Forcalquier e diventa sindaco.

## Carriera politica

### Consigliere regionale della Provenza-Alpi-Costa Azzurra
Nel 2004 è diventato membro del Consiglio regionale della regione Provenza-Alpi-Costa Azzurra (PACA) ed è diventato responsabile della pianificazione territoriale. È stato rieletto nel 2010 e gli sono state poi attribuite le seguenti competenze: occupazione, economia, istruzione superiore e innovazione. Nel 2008 è stato rieletto sindaco di Forcalquier ed è rimasto attivo nei consigli regionali. È stato rieletto nel 2014.
Nel 2015 è stato il leader del Partito Socialista per le elezioni regionali in Provenza-Alpi-Costa Azzurra e ha ottenuto il 17% dei voti. Si ritirò al secondo turno, un po' sotto la pressione della dirigenza del partito, per realizzare un fronte unico contro il Fronte nazionale. I Repubblicani di Christian Estrosi hanno raggiunto il 54,8%.

### Membro del Parlamento
Nel giugno 2012 è stato eletto alle elezioni legislative parlamentare socialista per le Alpi dell'Alta Provenza.
È diventato membro della commissione finanziaria e relatore speciale per i bilanci del lavoro e dell'occupazione. Nel 2014 è diventato vicepresidente del Consiglio per il coordinamento della partecipazione agli utili, il risparmio dei dipendenti e l'azionariato dei dipendenti.  Questa autorità era incaricata di portare a termine con successo i negoziati tra sindacati e direzione su queste misure.
È stato sostenitore per la "Legge sulla crescita economica, l'attività e l'uguaglianza delle opportunità", la cosiddetta "legge Macron". Ha poi legato il suo destino a quello di Emmanuel Macron e ne è diventato il portavoce all'interno della campagna per le elezioni presidenziali. Ha lasciato il Partito Socialista.
Nelle elezioni legislative del giugno 2017 si è candidato nelle liste elettorali per La République En Marche.

### Segretario di Stato per i rapporti con il Parlamento
Il 17 maggio 2017 è stato nominato Segretario di Stato per i rapporti con il Parlamento e portavoce del governo nel governo Philippe I. Il 18 giugno è stato rieletto deputato con il 61,57% dei voti nelle liste elettorali di Les Hautes Alpes.

### Delegato generale de La République En Marche!

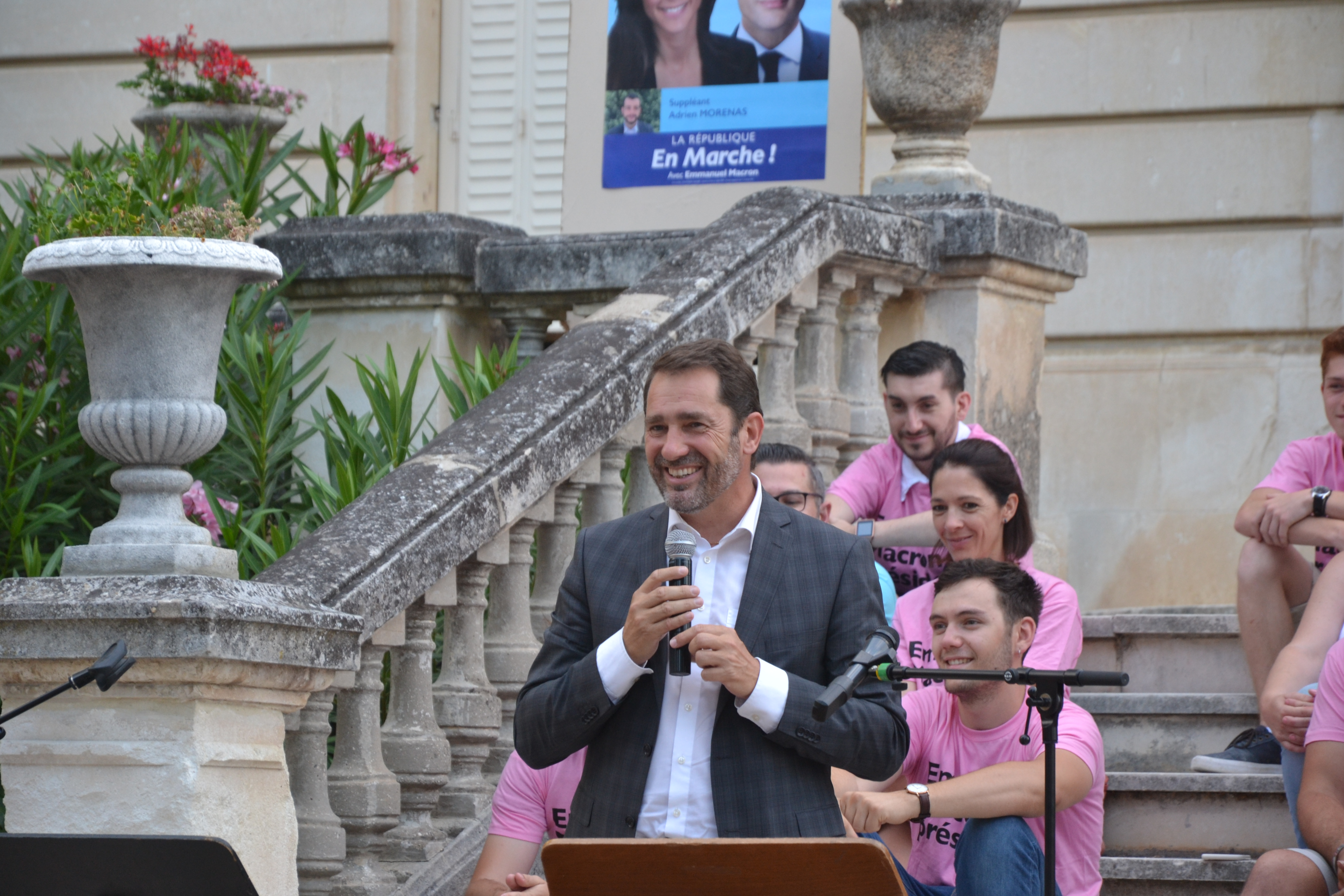
Castaner all'assemblea pubblica del 14 giugno 2017 di En Marche! a Carpentras.

Nel novembre 2017, Castaner è stato eletto delegato generale del partito politico La République En Marche, con il compito di strutturare il movimento in un partito politico e preparare le successive elezioni.
Rimase anche Segretario di Stato per i rapporti con il Parlamento. Si è dimesso da capo della République en Marche dopo la sua nomina a ministro dell'interno.

### Ministro dell'interno

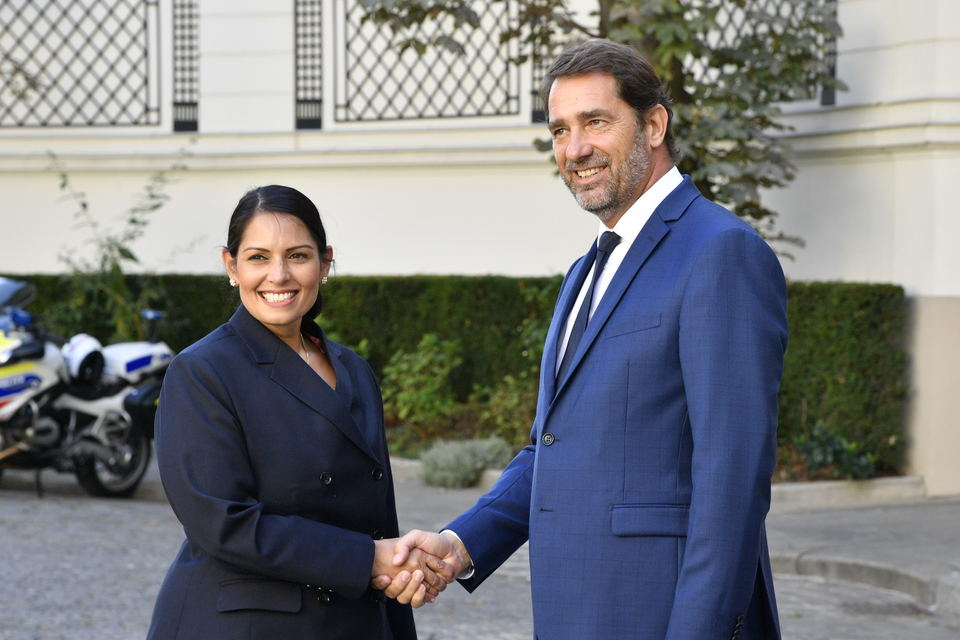
Castaner e il suo omologo britannico Priti Patel.

Dal 16 ottobre 2018 al 6 luglio 2020, Castaner è stato ministro dell'interno nel governo Philippe II. Da metà novembre 2018 si è confrontato con le manifestazioni settimanali, a volte violente, a causa dei gilet gialli, a Parigi, ma anche a Bordeaux, Rennes, Marsiglia, Lione e Montpellier.